# Avenue du Général-de-Gaulle (Beyrouth)
L'avenue Général de Gaulle (شارع الجنرال ديغول) est une voie de bord de mer de Beyrouth bordée de  palmiers. 

## Situation et accès
L'avenue forme avec l'avenue de Paris la promenade de la Corniche de Beyrouth. 
Elle s'étend du nord au sud, le long de la côte, du phare de Manara par les falaises de Raouché face à la grotte aux Pigeons, puis vers le boulevard Saeb Salam où elle rejoint l'avenue Rafic Hariri à la plage de Ramlet al-Baïda (ar).

## Origine du nom
Cette voie rend honneur à Charles de Gaulle (1890-1970), général, chef de la France libre et président de la République française de 1959 à 1969.

## Bâtiments remarquables et lieux de mémoire
L'hôtel Carlton de Beyrouth, que l'on[Qui ?] considérait avant la guerre du Liban comme l'un des hôtels les plus luxueux de la ville, se trouve avenue Général de Gaulle.  
Le Bain militaire et l'hôtel Mövenpick, ainsi que d'autres hôtels, donnent sur l'avenue.